# Uljana Neševa
Uljana Achsarbekivna Neševa (ukrajinsky Уляна Нєшева, * 26. listopadu 1983 Kerč) je ukrajinská malířka a tatérka.
Po studiu na Akademii designu a umění KSADA v Charkově se přestěhovala do Kyjeva, kde zahájila kariéru malířky a v krátké době se z neznámé malířky stala prosperující umělkyní. V roce 2010 se zúčastnila mezinárodního veletrhu současného umění Kyiv Art Week, kde si jí všimli různí kritici a kurátoři. Od své premiéry uspořádala 6 samostatných výstav a vytvořila přes 50 obrazů. Její obrazy jsou vystaveny v soukromých galeriích na Ukrajině a v Institutu současného umění v Miami a nacházejí se také v soukromých sbírkách.
V roce 2014 rozšířila Neševa svou kariéru o umělecké tetování. V roce 2017 otevřela v Kyjevě své tetovací studio Nesheva Art Room. Patří trvale mezi nejlepší a nejvyhledávanější tatéry Ukrajiny, je známá zejména tetováním s dlouhými větvičkami a květinovým stylem. Mezi její klienty patří slavní ukrajinští hudebníci, fotografové a výtvarníci. Následně rozšířila svou činnost i do oblasti módy a grafického designu.

## Mládí a studia
Uljana Neševa se narodila a dětství prožila v Kerči na Krymu v Ukrajinské SSR. Matka pracovala jako učitelka v mateřské škole a později začala podnikat. Otec pracoval na moři na tankeru. Babička Angelina Voložnina vštípila vnučce lásku k umění tím, že ji brala do uměleckých muzeí v Drážďanech, kde se Neševa inspirovala Raffaelovým mistrovským dílem Sixtinská madona. Už od útlého věku projevovala zručnost a vášeň pro kreslení. V roce 1990 se zapsala na výtvarnou školu Romana Serdiuka. Její talent a veškeré tvůrčí snahy podporovala také matka. V květnu 1998, v patnácti letech, Neševa jako externí studentka absolvovala střední školu Željabov v Kerči. O rok později začala navštěvovat soukromé hodiny u ukrajinské akademické malířky Tetiany Dydnik.
V roce 2000 se Neševa přestěhovala do Charkova, kde se zapsala na Akademii designu a umění KSADA. V 16 letech si koupila plátno a pár tub s olejovými barvami a od té doby pracuje pouze s olejomalbou. Současně se začala zajímat o filmovou fotografii a grafiku, nadále se zdokonalovala jako umělkyně a intenzivně vytvářela mnoho ilustrací, litografií a konceptuálních fotografických sérií.

## Profesní život
Neševa je všestranná umělkyně, za svou kariéru vytvořila více než 50 obrazů, kromě toho je autorkou ilustrací ke knihám, velkého množství kreseb, grafik a různých projektů. Přes svoji všestrannost vzpomíná na malbu jako na svou nejoblíbenější formu umění. Malba je pro ni jako zrcadlo. V odrazu nikdy neuvidíte to, co nemáte uvnitř. Tetování umírá spolu s lidmi, ale obrazy budou žít navždy.

### Malování
Neševa zahájila uměleckou kariéru od svých dvaceti let, kdy zkoušela různé malířské techniky a vytvářela grafiky především pro místní publikace. Nakonec si vytvořila styl, který v sobě spojuje absolutní izolaci, konzervaci významů, bláznivou hru barevné palety, fotografickou přesnost, která však stále nepřekračuje hranici fotorealismu, a schopnost nechat diváka vstoupit dovnitř. Umělecky se prosadila v červnu 2010, kdy se její obraz Modrá krev umístil na prvním místě na mezinárodním veletrhu současného umění Kyiv Art Week a tentýž rok putoval  na Berlin Art Week.

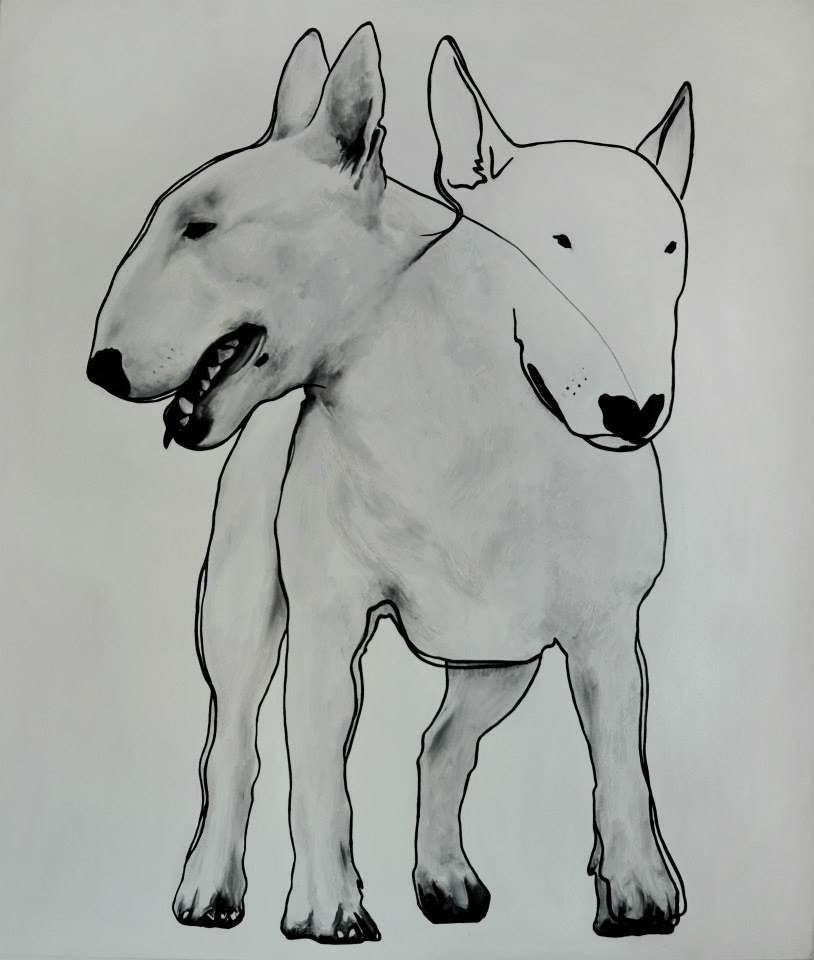
Psi, 2013, olej na plátně. Uljana Neševa, Greter Art Centre, Kyjev

V následujících letech od svého debutu Neševa stále více experimentovala a stylově se posouvala. Během šesti let, od roku 2010 do roku 2016, měla šest osobních výstav a vytvořila přes 50 obrazů. Její díla lze nalézt v soukromých galeriích na Ukrajině, v Institute of Contemporary Art v Miami a většinou v soukromých sbírkách.
Její tvorba zaujala zejména ukrajinskou galeristku Leonoru Janko, která uspořádala pro Neševu v květnu 2011 první samostatnou výstavu v kyjevské galerii Hudgraf Art Gallery. V témže roce se Neševa představila v Rusku na Petersburg Art Week. Ve svém bytě v Kyjevě si zřídila ateliér, kde vytvořila sérii obrazů pro svou nadcházející osobní výstavu. První retrospektivní výstavou jejího díla byla v roce 2011 výstava  „NoConcept“ v kyjevské galerii Mystetckyj Prostir 365. V prosinci 2011 se obrazy Čičkanova lebka a Oči z této kolekce prodaly na aukci pro soukromé sbírky Vasilije Bondarčuka a Aleny Vinnické.
V roce 2012 se Neševa zúčastnila festivalu současného umění Art Olimp v Kyjevě a Prvního Oděského mezinárodního festivalu umění v Oděse. V listopadu téhož roku měla svou druhou výstavu „DRAMA“ v kyjevské galerii Mystetskyj Prostir 365. V listopadu 2013 byla Neševa jednou z malířek prezentovaných na výstavě „Hype“ v pevnosti Kosoj Kaponir v Kyjevě.

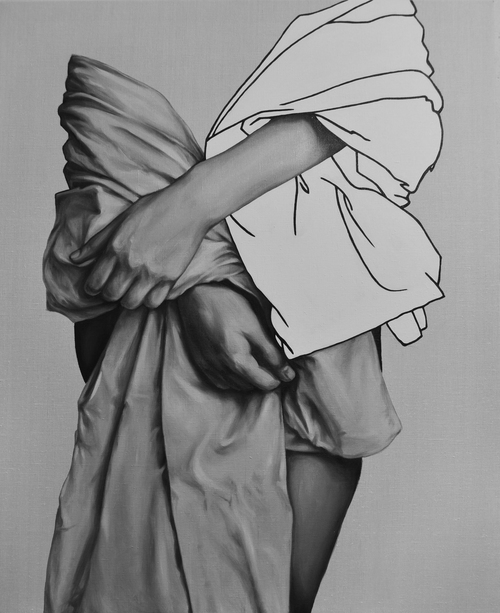
Pigeon Lady, 2013, olej na plátně, Uljana Neševa, Institute of Contemporary Art, Miami

V červnu 2013 se v Greter Art Centre v Kyjevě konala rozsáhlá výstava „Iluze...Realita?“. Neševa zde vystavovala spolu s dalšími dvěma umělkyněmi a speciálně pro tuto výstavu vytvořila nová díla plná jemných emocionálních zážitků. V dubnu 2014 uspořádalo Greter Art Centre výstavu „Fénix. Znovuzrození“, kde byla Neševa jednou ze čtyř prezentovaných umělců. Výstava představila kontrast vnějšího a vnitřního stavu duše. Název výstavy nesl téma znovuzrození a obnovy, zatímco díla umělců ilustrovala nejednoznačnou myšlenku smrti v zájmu života. Podstatou výstavy bylo ukázat přechod z minulosti do přítomnosti a pomíjivou budoucnost.
V březnu 2015 vytvořila Neševa ilustrace pro knihu poezie Ostrovní bytí od Artaše Adriasova. V roce 2016 nabídla ukrajinská obchodnice s uměním Anna Turajeva umělkyni, aby vystavila sérii svých děl na „Art Basel“, hlavní umělecké přehlídce v Americe pro renomované umělce. Pět obrazů Uljany Neševy je od té doby vystaveno v Institutu současného umění v Miami. V prosinci téhož roku představila své obrazy na výstavě v rámci Fashion Air Days v Centru současného umění M17 v Kyjevě.

### Umělecké tetování
V roce 2014 se Neševa, navzdory svému úspěchu jako malířka, rozhodla vyzkoušet si i jinou podobu umění, tetování, které přerostlo v lásku na celý život. Své první tetování kočky na rameni si nechala vytetovat v 16 letech v jediném tetovacím studiu v Kerči. Později jí její přítel tatér Andrej Bezpamjatnyj ukázal, jak se pracuje s tetovacím strojkem. Trvalo jí dva dny, než se to naučila, své dovednosti si vyzkoušela sama na sobě a vytvořila své první tetování, dvouhlavou dívku, která představuje blízké spojení s její sestrou.
Tetování si od ní nechalo dělat mnoho celebrit, například Nadja Dorofeeva, Jevhenij Filatov a Nata Žižčenko. Její styl tetování lze klasifikovat jako minimalismus, její díla jsou rozpoznatelná díky tenkým liniím a ladným tvarům. Stala se populární zejména díky tetování dlouhé větvičky levandule, v té době takové motivy nikdo nedělal. Neševa je známá jako jedna z průkopnic květinového a minimalistického stylu a patří mezi nejlepší ukrajinské tatéry.
V únoru 2017 otevřela v Kyjevě vlastní tetovací studio Nesheva Art Room. V listopadu 2019 se stala členkou Národní tetovací asociace Ukrajiny a porotkyní prvního online tetovacího festivalu na Ukrajině. V listopadu 2020 otevřela nové tetovací studio 6:19, které sleduje koncept minimalismu jako odraz jejího stylu a umělecké vize.

### Móda
Neševa si vybudovala reputaci i v oblasti módy. V roce 2012 se rozhodla vytvořit vlastní značku: věci tak jednoduché, že by se daly nazvat oděvními skicami. Oděvní řadu NESHEVA Sketch Clothing uvedla na trh společně se svou kamarádkou Valerií, nicméně spolupráce za půl roku skončila. V roce 2015 spolupracovala s ukrajinskou značkou TTSWTRS, základem každé nové kolekce značky byla díla uznávaných tatérů z celého světa. Vytvářela smyslné minimalistické kresby, které organicky kombinovala s oblečením, neboť značka zachovává oblečení jako druhou kůži a tetování jako jediný pravý způsob jeho zdobení, což v kolekcích demonstruje sebevyjádření a svobodu.
V roce 2017 vydala společnost Nike bílou kolekci, v níž Neševa jako modelka předváděla basketbalové tenisky Air Force 1. V roce 2018 spolupracovala na projektu Pumy a Buro 24/7. V červenci 2019 navázala spolupráci s ukrajinskou značkou šperků Côte & Jeunot. Její ilustrace byly převedeny do zlatých a stříbrných šperků se zřetelem na výjimečné řemeslné zpracování a uvedla na trh kolekci přívěsků a náušnic.